# Neulandschule Laaerberg
Die Neulandschule Laaerberg ist ein Schulzentrum vom Institut Neulandschulen der katholischen Neulandbewegung beim Laaer Berg in der Ludwig-von-Höhnel-Gasse im 10. Wiener Gemeindebezirk Favoriten. Die Schule beinhaltet eine Volksschule, eine Mittelschule, ein Gymnasium und Realgymnasium und ein Tagesheim.

## Geschichte
1947 mietete der Verein Neulandschulsiedlung das kriegsbeschädigte ehemalige Klostergebäude der Eucharistiner und begann mit dem Wiederaufbau des Gebäudes. Das ehemalige Konvikt wurde als Internat eingerichtet und Schüler konnten von dort weg Schulen in Wien besuchen. Mit dem Direktor Eduard Foltin wurde 1948 mit zwei Klassen einer Volksschule als Expositur der Neulandschule Grinzing begonnen. Mit dem Direktor Josef Reichard wurde 1950 eine Hauptschule eingerichtet. Von 1952 bis 1954 wurde die Villa Mendelssohn in Rindbach in Ebensee als Sommerschule und für Landschulwochen angemietet. Von 1954 bis 1964 wurde im ehemaligen Hotel Bauer in Bad Ischl als Schul- und Internatsgebäude mit einem großen Parkgelände gemietet, in dem Volksschulklassen und die Unterstufe eines Realgymnasium geführt wurde. 1950 erfolgte mit Direktor Fritz Hamp die Gründung eines Realgymnasiums mit der Unterstufe als Expositur in Bad Ischl und der Oberstufe als Aufbauschule am Laaerberg. Ab 1967 wurde die Hauptschule schrittweise aufgelassen und stattdessen die Unterstufe des Realgymnasiums am Laaerberg aufgebaut. Ab 1959 wurden Grundstücke erworben und 1972 auch das ehemalige Eucharistinerkloster gekauft.
Von 1972 bis 1974 wurde die Schule baulich mit einem Turnsaal und Klassenräumen erweitert. Aufgrund eines Beschlusses der Wiener Diözesansynode 1969–1971 wurde vom Erzbischof Kardinal Franz König mit einem Errichtungsdekret das Institut Neulandschulen gegründet. 1984 wurde Weihbischof Helmut Krätzl zum Rektor des Institutes Neulandschulen bestellt. Von 1994 bis 1997 erfolgte ein weiterer Ausbau der Schule, welcher 1997 von Weihbischof Helmut Krätzl geweiht wurde. 1995 wurde wieder eine Hauptschule und heutige Mittelschule begonnen.

## Rektoratskirche

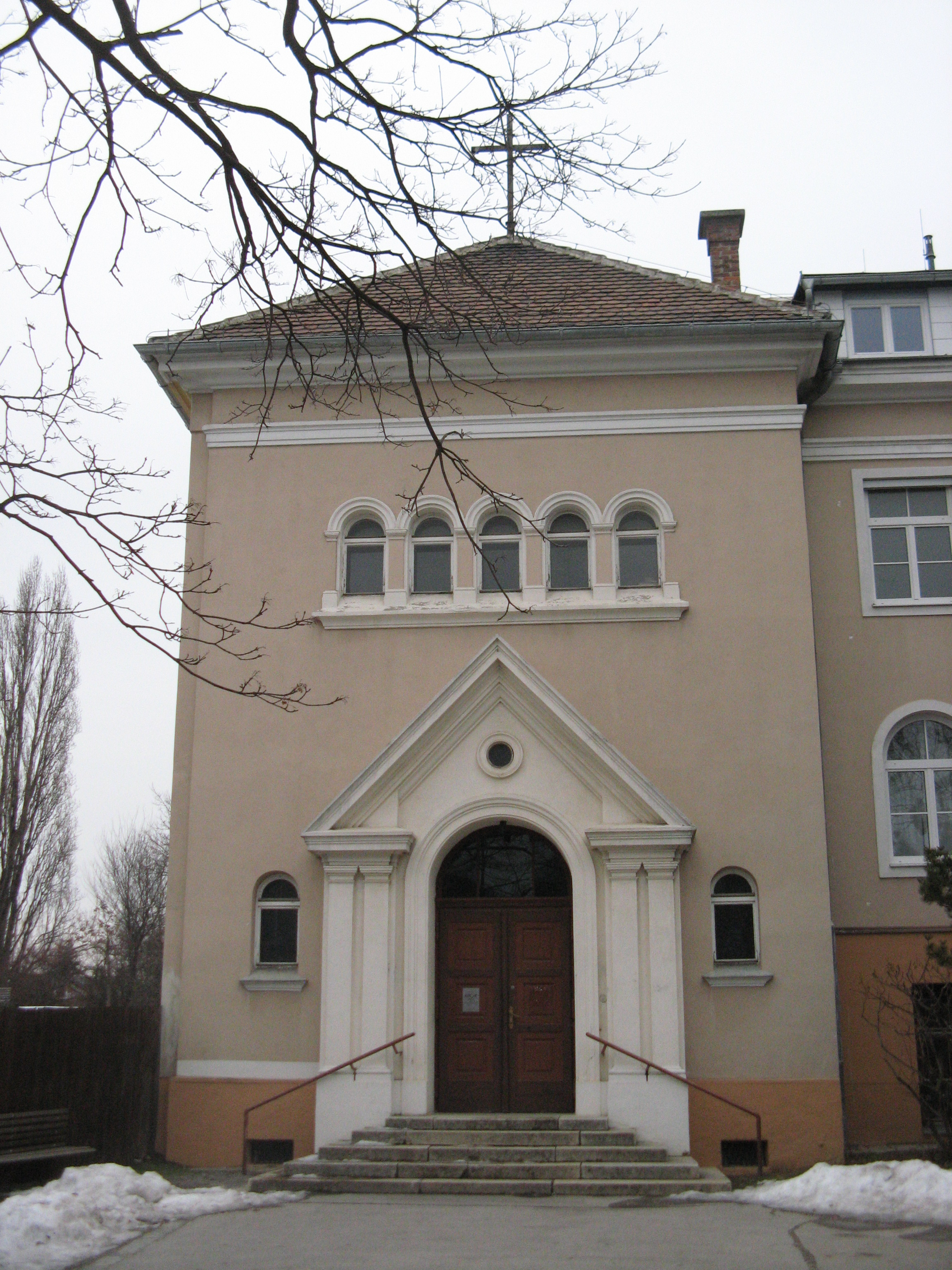
Rektoratskirche

Die Klosterkirche Maria Mutter des Erbarmens (1929–1947) der Eucharistiner und ehemalige Pfarrkirche Unsere Liebe Frau vom Allerheiligsten Sakrament (1937–1986) als schlichte Saalkirche mit einer Apsis in neoromanischen Stil ist baulich mit dem ehemaligen Kloster mit der heutigen Nutzung als Neulandschule verbunden. Beides wurde von 1928 bis 1929 nach den Plänen des Architekten Bruno Buchwieser senior erbaut, wobei jedoch nur der westliche Flügel eines symmetrisch geplanten Klosters errichtet wurde. Die schlichte Fassade hat ein Ädikulaportal. Über der Vorhalle mit drei geschnitzten Holztüren aus der Bauzeit befindet sich die Empore. Die Empore zeigt sich zum Langhaus mit Rundbogenarkaden. Der dreijochige Saalraum hat eine Holzbalkendecke. Eine Statute zeigt den Gründer der Kongregation, Pater Pierre Julien Eymard, mit dem Attribut Monstranz in Händen.